# Bataille de Machecoul (31 décembre 1793)
Pour les articles homonymes, voir Bataille de Machecoul.
Guerre de Vendée
Batailles
La quatrième bataille de Machecoul a lieu le 31 décembre 1793 lors de la guerre de Vendée.

## Prélude
De retour de son expédition dans l'Anjou, Charette se doute que les républicains ont profité de son absence pour planifier l'attaque de l'île de Noirmoutier. Il se porte d'abord au bourg de La Ferrière, où il envisage d'attaquer La Roche-sur-Yon, mais renonce,. Il traverse alors Le Poiré, puis déloge un bataillon en garnison au Pont-James, à Saint-Colombin, après un petit combat où les républicains ne perdent que trois ou quatre hommes,. Le 31 décembre, Charette attaque Machecoul,.

## Forces en présence
Au matin du 31 décembre, la ville est encore occupée par la troupe de l'adjudant-général Carpantier, mais celle-ci se porte sur Challans sur ordre du général Dutruy. Seuls 200  à   300 hommes,, du 3e bataillon de volontaires d'Ille-et-Vilaine commandés par le capitaine Naudy sont laissés à Machecoul.
L'estimation des forces vendéennes commandées par Charette varie selon les sources. Le royaliste Le Bouvier-Desmortiers donne 1 100 hommes. L'historien Lionel Dumarcet évoque plutôt 6 000 à 7 000 combattants. Les mémoires anonymes d'un administrateur militaire font état de 8 000 hommes.

## Déroulement
Peu sur leurs gardes,, les républicains sont complètement écrasés. D'après l'administrateur militaire, les Vendéens lancent l'attaque à 4 heures de l'après-midi avec deux colonnes : l'une menée par Charette au sud-est par la route de Legé, l'autre menée par Couëtus et La Robrie au nord par la route de Nantes du côté de Saint-Même-le-Tenu. Les troupes de Charette surprennent les sentinelles, puis franchissent le pont près du château et entrent à l'intérieur de la ville. Totalement surpris, les républicains prennent la fuite et se rallient hors de la ville, aux Moulins,. Un nouveau combat s'engage mais les patriotes doivent céder au nombre,. La colonne de Couëtus échoue à leur couper la retraite et les rescapés s'enfuient en direction du nord-ouest, vers Sainte-Pazanne et Bourgneuf-en-Retz. D'après Savary, le général Beaupuy rallie une partie des fuyards en déroute,.

## Pertes
Les pertes républicaines sont de 80 hommes selon l'administrateur militaire,. Après avoir repris la ville le 2 janvier, l'adjudant-général Carpantier fait état dans son rapport au général Dutruy, de plus de cent morts et d'un canon perdu pour le combat du 31 décembre. Le Bouvier-Desmortiers donne quant à lui un bilan de 739 morts. Dans ses mémoires, l'officier vendéen Pierre-Suzanne Lucas de La Championnière écrit que « l'ennemi [...] fut massacré de toute part » et fait également mention de la prise d'un canon.